# La Bouillie
La Bouillie är en kommun i departementet Côtes-d'Armor i regionen Bretagne i nordvästra Frankrike. Kommunen ligger i kantonen Matignon som tillhör arrondissementet Dinan. År 2022 hade La Bouillie 845 invånare.

## Befolkningsutveckling
Antalet invånare i kommunen La Bouillie
Referens:INSEE